# Агролісництво

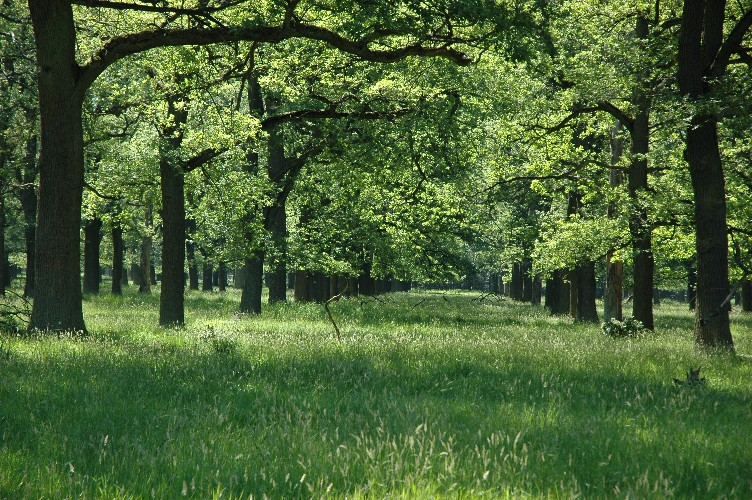
Лісопасовище

Агролісни́цтво — це інтегрована система управління земельними ресурсами, яка поєднує вирощування сільськогосподарських культур, дерев і утримання тварин на одній території. Такий підхід сприяє підвищенню продуктивності, збереженню природних ресурсів, підвищенню біорізноманіття та зменшенню негативного впливу на навколишнє середовище.

## Історія
Термін «агролісництво» запровадив у 1973 році канадський лісник Джон Бене. Як науковий напрям розвивається у ХХ столітті, хоча сама концепція охоплює сільськогосподарські практики, що існували тисячоліттями, про що стає відомо завдяки етноботанічним дослідженням антропологів. Наприклад, виявлено, що люди з давніх часів вдосконалювали екосистеми через кероване випалювання лісів або створювали багатофункціональні ландшафти, комбінуючи сади, ліси й гаї. Їхній підхід до управління природою фактично став основою для сучасного агролісництва.

## Переваги та користь
Методи агролісництва можуть мати певні переваги перед традиційними методами сільського господарства та лісництва. Вони полягають у підвищеній продуктивності, економічній вигоді та більшому розмаїтті екологічної продукції.
- Економічні та продуктивні переваги:
  - Агролісництво дозволяє збільшити виробництво деревини, фруктів, горіхів та інших продуктів.
  - Допомагає підвищити родючість ґрунту, що сприяє зростанню врожаїв.
- Екологічні вигоди:
  - Підвищення біорізноманіття через додавання різних видів рослин на одній ділянці.
  - Зменшення ерозії ґрунту та забруднення води.
  - Сприяє боротьбі зі змінами клімату через висадку посухостійких дерев та секвестрацію вуглецю.
- Соціальні переваги:
  - Зниження рівня бідності завдяки вирощуванню товарних деревних продуктів.
  - Поліпшення продовольчої безпеки завдяки збільшенню різноманітності та кількості їстівних культур.
  - Більш здорове харчування через доступ до різних продуктів.
- Додаткові екологічні переваги:
  - Зменшення необхідності в хімікатах (інсектициди, гербіциди).
  - Покращення якості середовища проживання для птахів, тварин та інших живих істот.
  - Естетична привабливість через збільшення зелених насаджень.[2]

## Застосування
1. Смуги дерев і чагарників:
  - Висаджуються для захисту полів від вітру та ерозії ґрунтів.
  - Допомагають підтримувати мікроклімат.
2. Сільськогосподарські культури:
  - Вирощуються між рядами дерев, що сприяє раціональному використанню землі.Каштан їстівний росте між полями кукурудзи
3. Тваринництво:

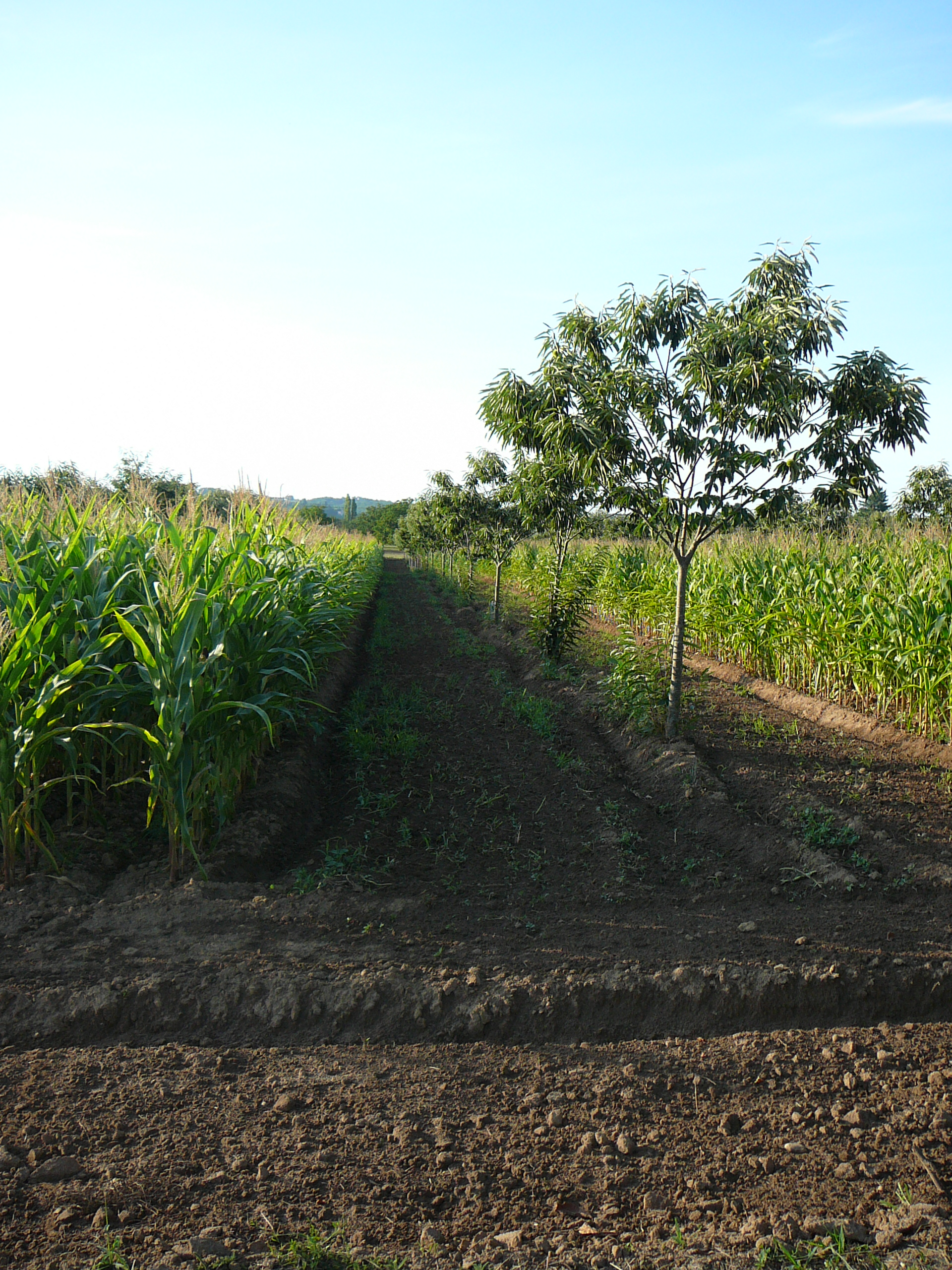
Каштан їстівний росте між полями кукурудзи

  - Тварини можуть випасатися між деревами, використовуючи територію без шкоди для сільськогосподарських культур.
4. Лісові насадження:
  - Забезпечують додатковий дохід через вирощування деревини, фруктів, горіхів або інших продуктів.

## Агролісництво в Україні
Агролісництво є важливим інструментом для збереження ґрунтів, підвищення врожайності та сталого розвитку, особливо з урахуванням ґрунтово-кліматичних умов України.
- Ґрунтово-кліматичні умови:
  - Україна має високородючі ґрунти, але вони часто страждають від ерозії. Лісосмуги в агролісництві допомагають цьому запобігти.
  - У посушливих регіонах дерева створюють сприятливий мікроклімат, що покращує врожайність.
- Захисні лісосмуги:
  - Вони традиційно використовуються для захисту полів, але потребують відновлення. Агролісництво допомагає втілити це завдання.
- Багатофункціональні дерева:
  - Насадження дерев можуть бути джерелом деревини, плодів, горіхів і інших продуктів, корисних для фермерів.
  - Популярні види дерев включають дуб, акацію, горіх, шовковицю тощо.
- Поєднання з тваринництвом:
  - Випасання худоби в агролісових зонах допомагає економити на кормах і підтримувати родючість ґрунту.
- Органічне землеробство:
  - Агролісництво сприяє екологічному веденню сільського господарства, зменшуючи використання хімікатів.